# Nathan Stewart-Jarrett
Nathan Lloyd Stewart-Jarrett, född 4 december 1985 i Wandsworth i sydvästra London, är en brittisk skådespelare. Han har bland annat spelat rollen som Curtis Donovan, i E4-serien Misfits. Han har också medverkat i en del filmer, bland annat i War Game (originaltitel: War Book), och Candyman (2021).

## Filmografi (i urval)

### Filmer
- 2013 – Don Hemingway
- 2014 – War Game (War Book)
- 2018 – Vita & Virginia
- 2018 – Benjamin
- 2019 – The Kid Who Would Be King
- 2021 – Candyman

### TV-serier
- 2007 – Casualty (TV-serie) (även 2010, två avsnitt)
- 2009 – The Bill (TV-serie) (ett avsnitt)
- 2009–2012 – Misfits (TV-serie) (25 avsnitt)
- 2013 – The Paradise (TV-serie) (ett avsnitt)
- 2017 – Famous in Love (TV-serie) (återkommande roll)
- 2019 – Four Weddings and a Funeral (TV-serie) (återkommande roll)
- 2020 – Dracula (TV-serie) (ett avsnitt)
- 2020 – Soulmates (TV-serie) (ett avsnitt)
- 2021 – Doctor Who (TV-serie) (avsnittet "Revolution of the Daleks")
- 2021 – Generation (TV-serie) (huvudroll)
- 2023 – Culprits (TV-serie) (huvudroll)